# Thecla neis
Thecla neis är en fjärilsart som beskrevs av Charles Oberthür 1913. Thecla neis ingår i släktet Thecla och familjen juvelvingar. Inga underarter finns listade i Catalogue of Life.